# Echinolittorina aspera
Echinolittorina aspera là một loài ốc biển, là động vật thân mềm chân bụng sống ở biển trong họ Littorinidae.